# Алофілія
У соціології алофілія означає позитивне ставлення до членів чужої групи. Членами зовнішньої групи можуть бути будь-хто, хто має характеристики, відмінні від власних, наприклад люди різних рас, релігій, культур тощо. Це основа для розуміння ефективного міжгрупового лідерства та концептуалізується як вимірюваний стан розуму з відчутними наслідками.

## Термінологія
Термін «алофілія» був введений професором Гарварду Тоддом Л. Піттінським у 2006 році, після того, як він не зміг знайти антонім для упередження в жодному словнику.Термін походить від грецьких слів, що означають «симпатія або любов до іншого».

## Статистичні фактори
1. прихильність,
2. комфорт,
3. заручини,
4. ентузіазм,
5. спорідненість.

Шкала алофілії вимірює кожен із цих факторів. Він був адаптований і підтверджений для інших мов, таких як італійська та іспанська, а також для різних умов, таких як вимірювання позитивного ставлення до людей з деменцією, молодих і літніх людей.

Шкала алофілії

## Упередження та позитивні міжгрупові стосунки
Типовий засіб від упереджень — привести конфліктуючі групи в стан толерантності. Проте толерантність не є логічною протилежністю упередженню, а скоріше є серединою між негативними почуттями та позитивними почуттями до інших. Посилення алофілії повинно служити доповненням до зменшення упередженого ставлення.
Алофілія передбачає позитивні відносини з членами іншої групи. Наприклад, дослідження в Іспанії показує, що студенти з вищим рівнем алофілії мали нижчу соціальну дистанцію до людей із ожирінням. Крім того, позитивний досвід спілкування з членами аутгрупи може збільшити алофілію, як показано в довгостроковому дослідженні подорожі кухаря у В'єтнамі. У цьому дослідженні учасники, які були американцями, повідомили про позитивні почуття до в'єтнамців, що відображають грані алофілії, майже через 10 років після події.
В одному дослідженні було показано, що симхедонія (переживання емпатичної радості) більш тісно пов'язана з алофілією, тоді як симпатія (переживання емпатичного смутку) — з упередженням.